# 2023年10月28日月食
2023年10月28或29日月食为一次在协调世界时2023年10月28日出現的月偏食。該次月食半影食分為1.143、全影食分為0.127。偏食維持了40分。
由於緯度與時差原因，而導致月偏食的發生日期會隨著地區而改變。在美洲至歐洲的月偏食日期發生於10月28日（星期六），至於遠東則發生於10月29日（星期日）。

## 概述
這次月食的食分是2.16，偏食維持了40分。

## 基本參數
- 類型：月偏食
- 食甚資料：
  - 日期：2023年10月28日
  - 時間：20:14
  - 月球位置：赤經2.16度、赤緯14.1度
  - 食分：半影食分：1.143、全影食分：0.127
  - 持續時間：偏食40分

## 圖片
此處時間為协调世界时：

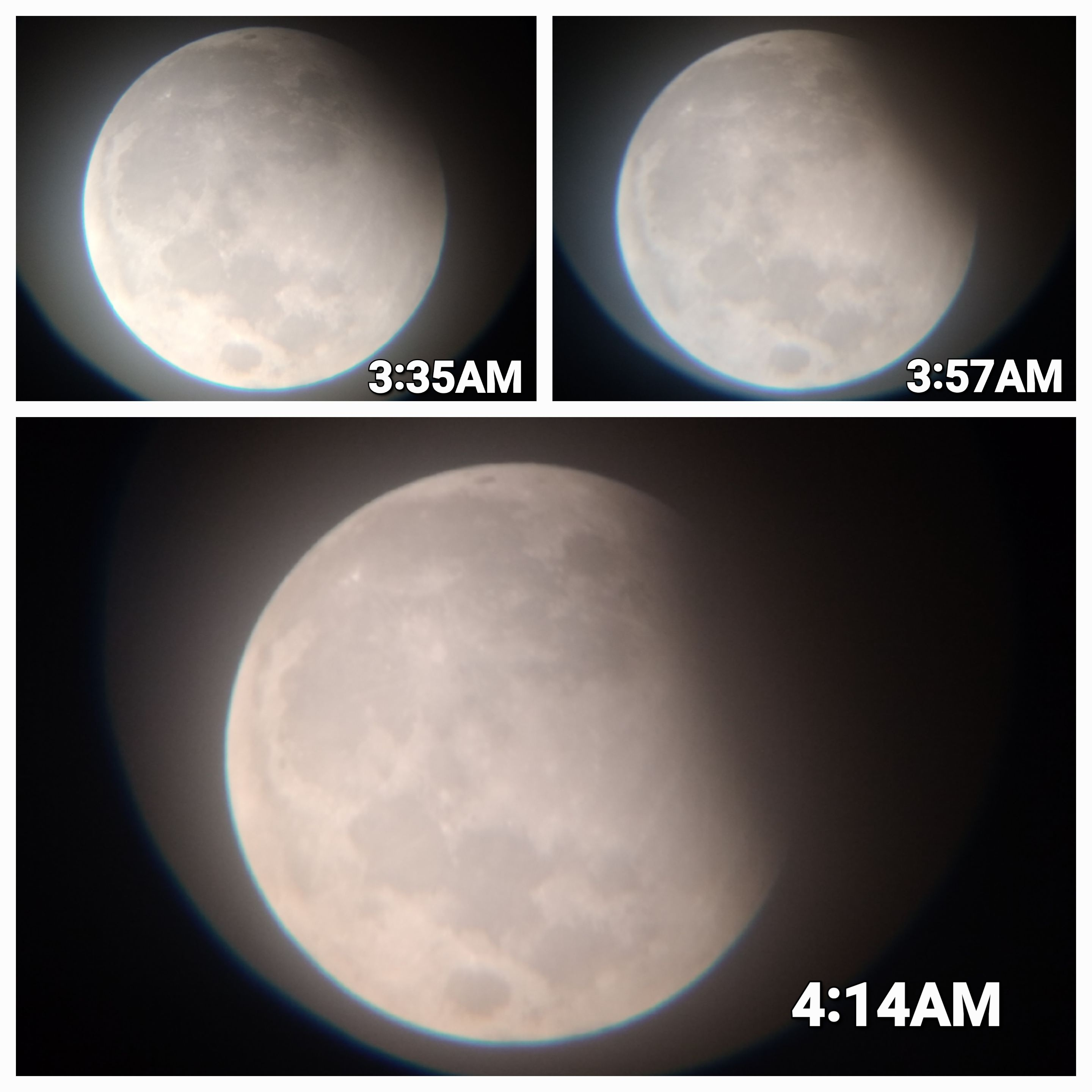
马来西亚・砂拉越・古晋 ，19:35 - 20:14
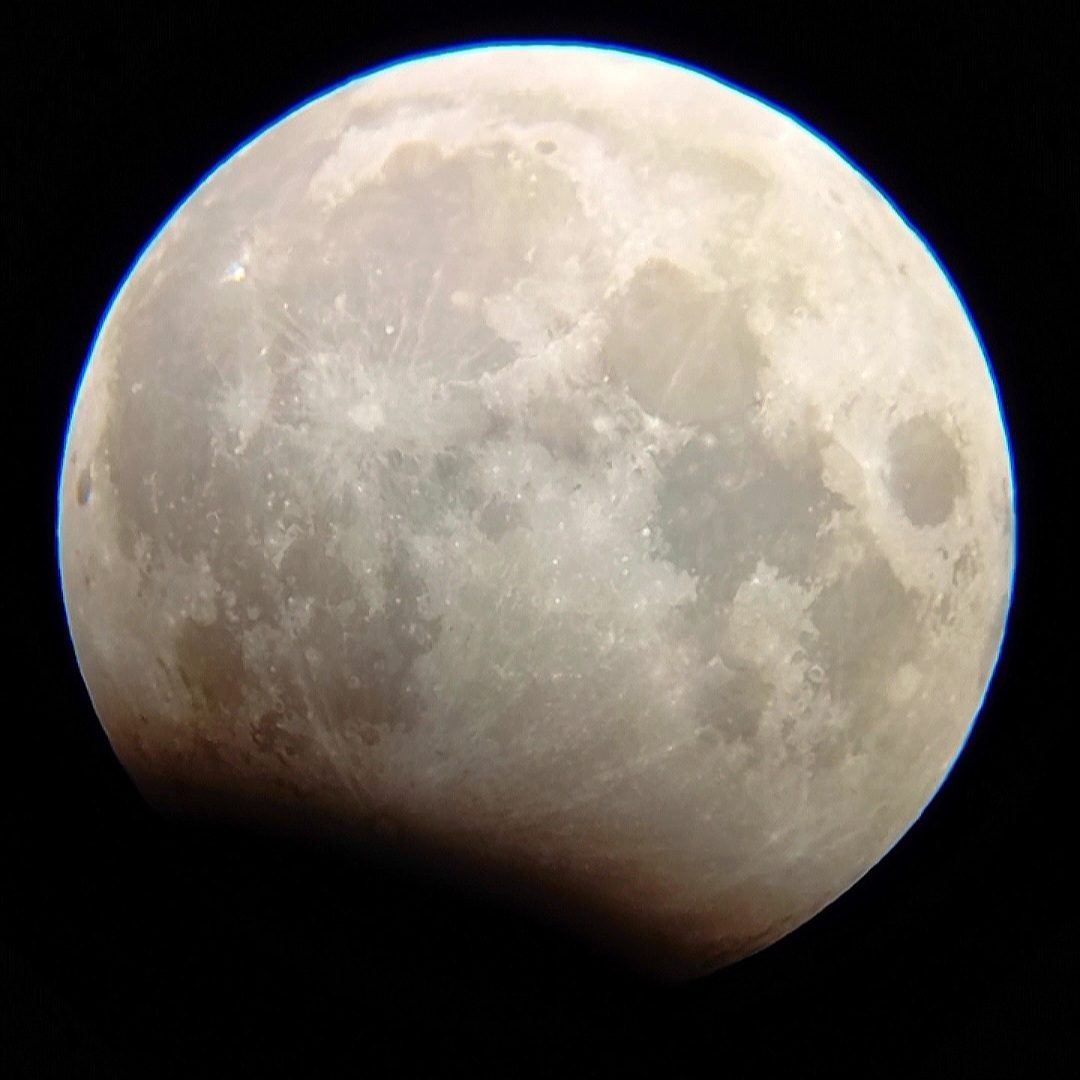
俄罗斯・薩拉托夫，20:12
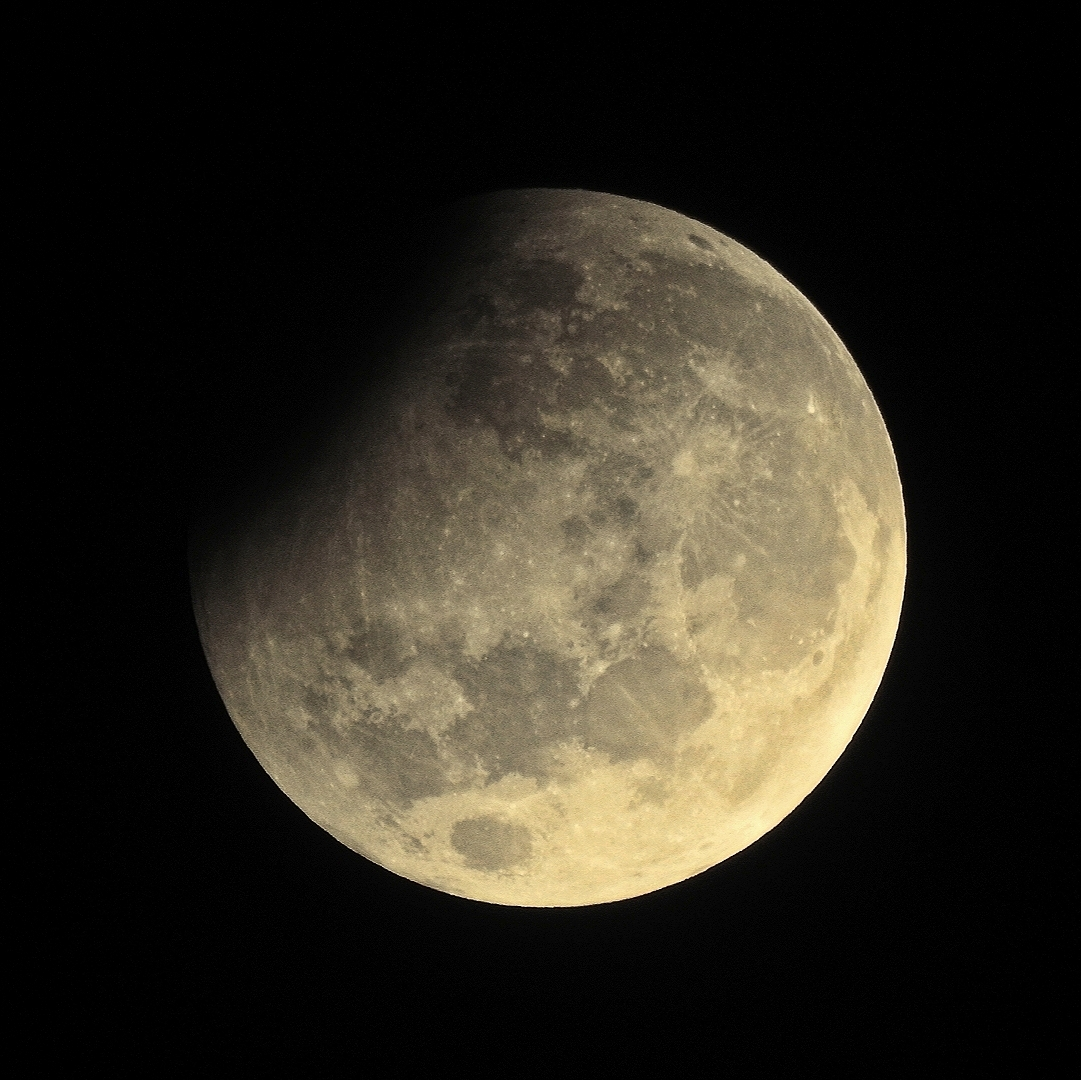
泗水，20:14
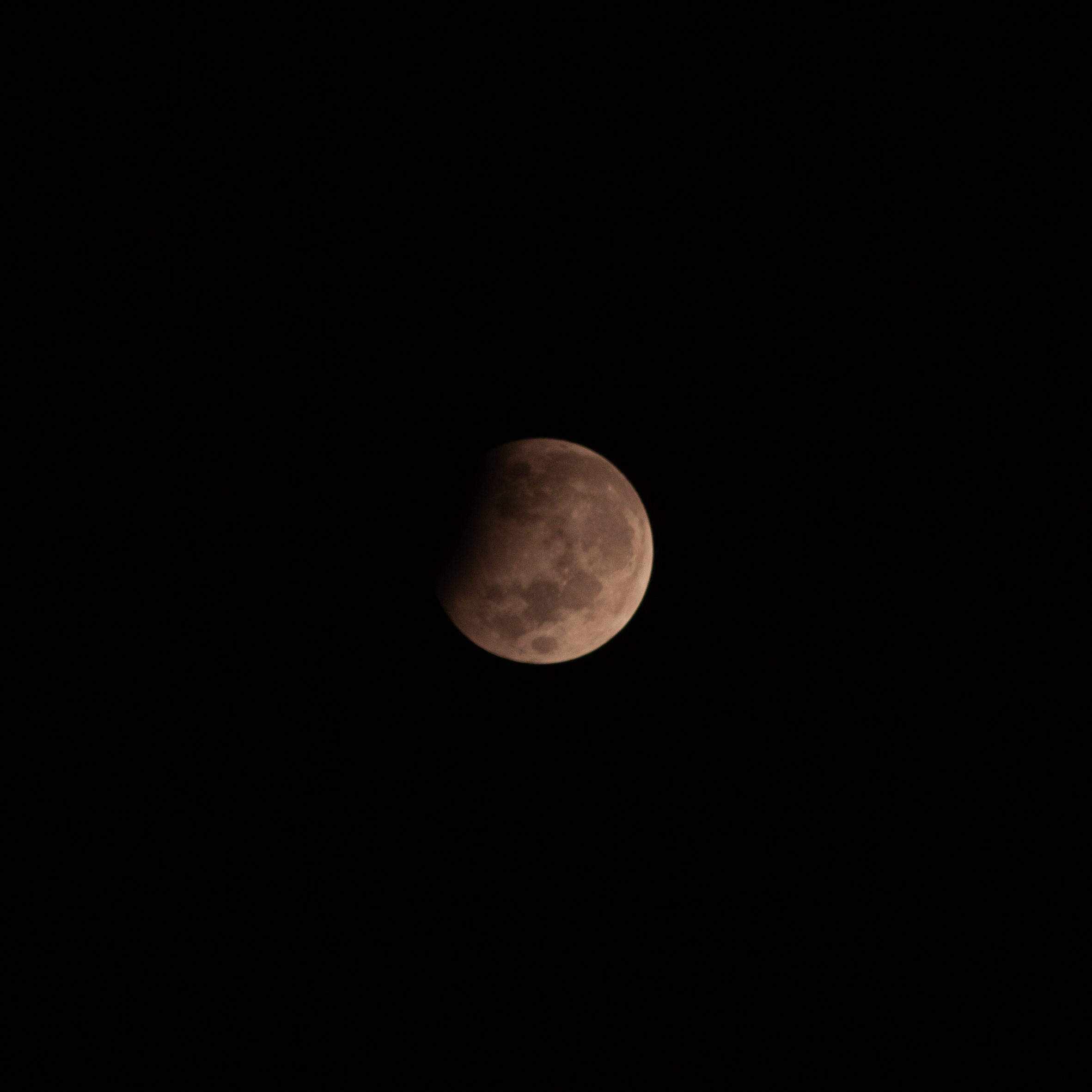
印度，20:15
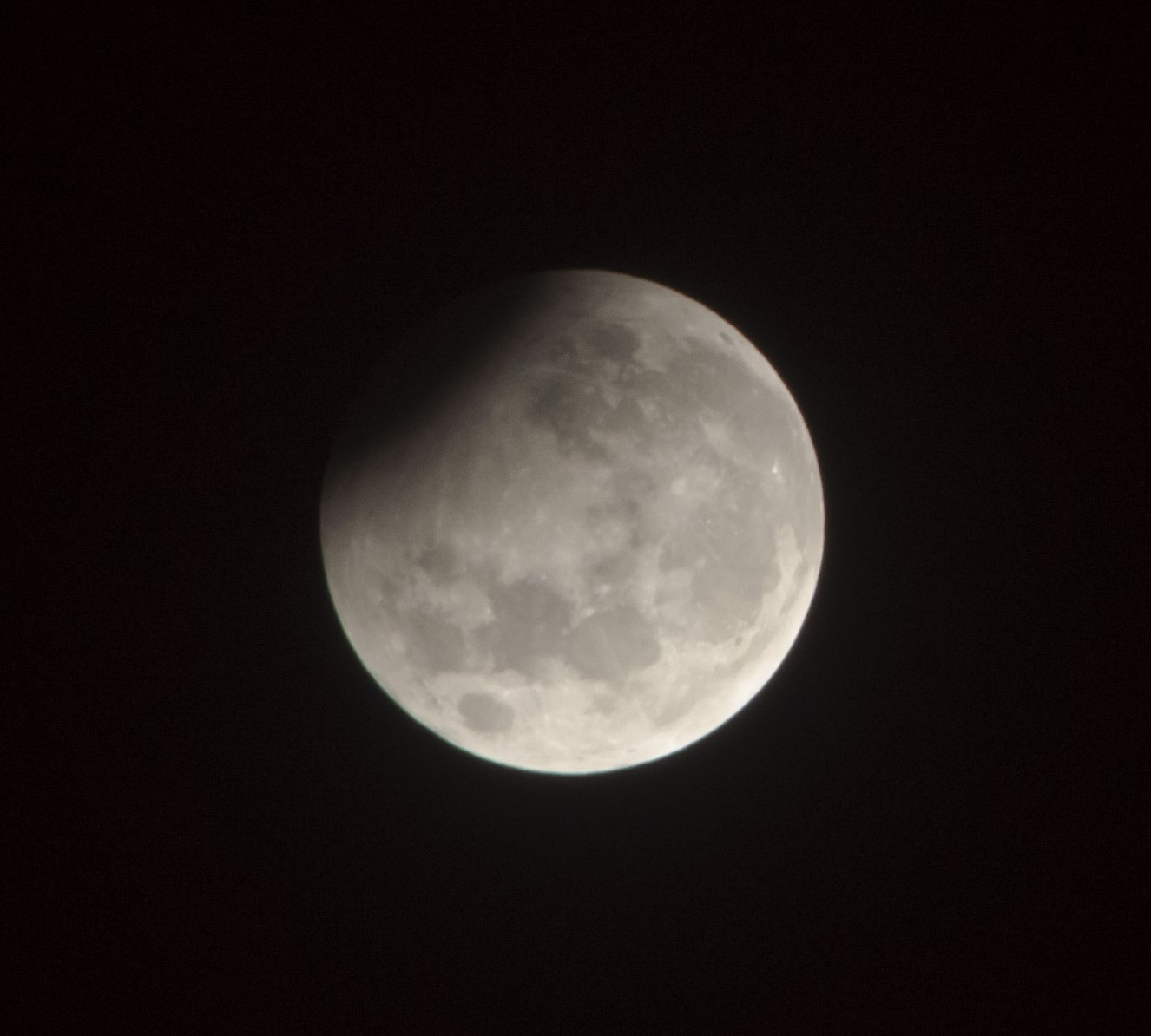
雅加达，20:23
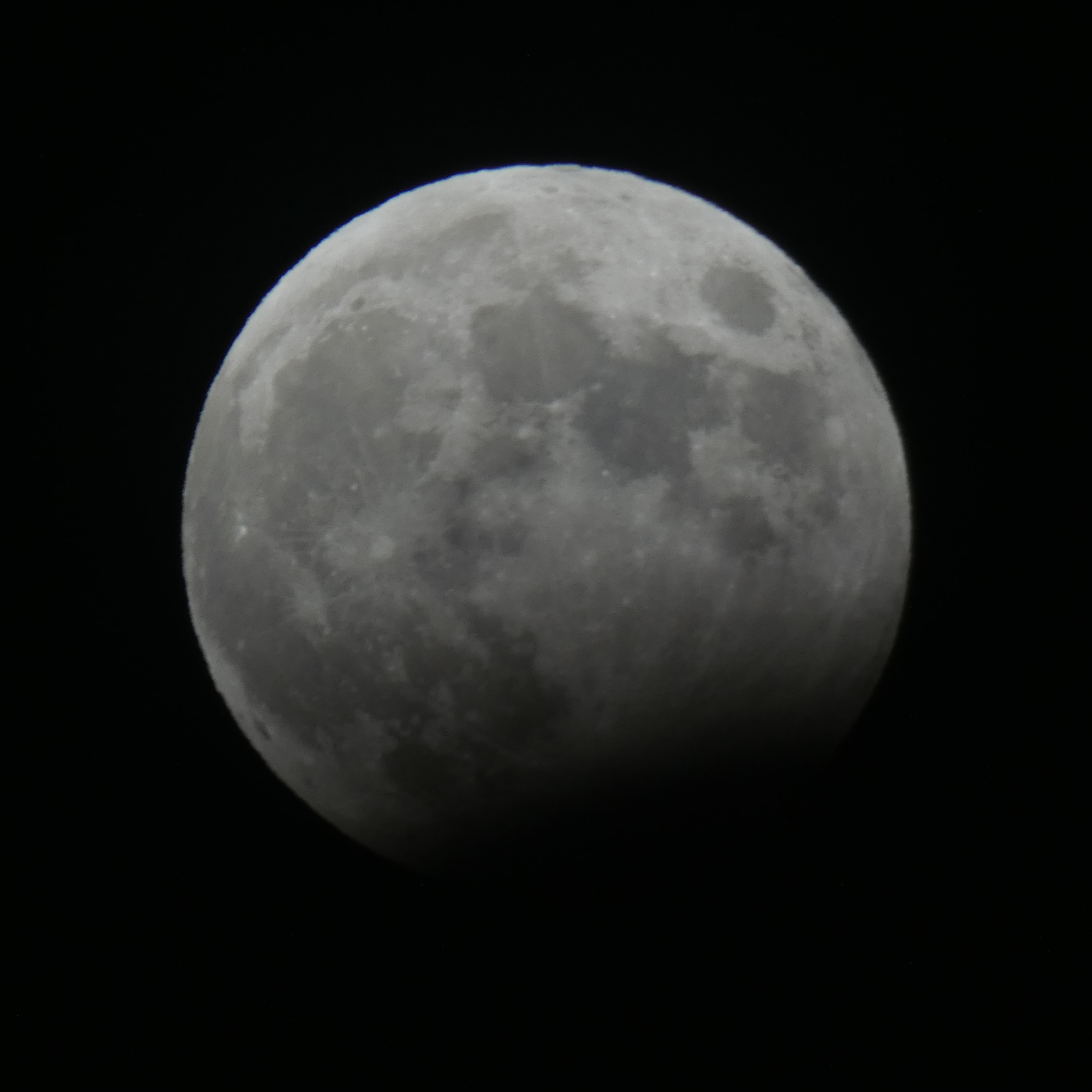
西班牙・洛格罗尼奥，正確時間不明

## 外部連結
- NASA月食專頁（页面存档备份，存于）（英文）